# Vilmos Fraknói
Vilmos Fraknói (n. 27 februarie 1843, Mojmírovce, Țările Coroanei Sfântului Ștefan, Slovacia – d. 20 noiembrie 1924, Budapesta, Regatul Ungariei) a fost un istoric maghiar.

## Scrieri
- Peter Pázmány und dessen Zeitalter. Pest 1868–69, 2 Bde.
- Das vaterländische und ausländische Unterrichtswesen im 16. Jahrhundert. 1873
- Geschichte von Ungarn. Neue Aufl. 1873 bis 1874)
- Denkmäler der ungarischen Reichstage (im Auftrag der ungarischen Akademie), 1874–77, 6 Bde.
- Das Leben des Erzbischofs Johann Vitéz. 1879
- Die Verschwörung des Martinovics. 1880
- Ungarn und die Liga von Cambrai. 1883
- Ungarn vor der Schlacht bei Mohács 1524–26. Budapest : Lauffer, 1886 (deutsch von Schwicker, 1886) u. a.
- Mathias Corvinus, König von Ungarn 1458–1490. Auf Grund archivalischer Forschungen bearb. von Wilhelm Fraknoi. Mit Genehmigung des Verf. aus dem Ungarischen übers. Freiburg i. B.: Herder 1891
- Die Ofner Chronik. 1900
- Papst Innocenz XI. (Benedikt Odescalchi) und Ungarns Befreiung von der Türkenherrschaft. Auf Grund der diplomatischen Schriften des Päpstlichen Geheim-Archivs. Freiburg i. Br.: Herder 1902
- Wann soll man und wie kann man Frieden schließen? Wien: Frick 1915
- Kritische Studien zur Geschichte des Dreibundes 1882–1915. Budapest: Kilian 1917
- Die ungarische Regierung und die Entstehung des Weltkrieges. Wien: Seidel 1919
- Die Königswahl in Ungarn: Sendschreiben an d. Mitglieder d. ungar. Nationalvers. Wien: Frick 1920.